# Josef Anton Schobinger
Josef Anton Schobinger (30 de janeiro de 1849 – 27 de novembro de 1911) foi um político suíço. Foi membro do Conselho Federal suíço de 1908 a 1911.
Schobinger foi eleito Cônsul Federal da Suíça em 17 de junho de 1908 e morreu no cargo em 27 de novembro de 1911.